# Libnotes (Goniodineura) circumscripta
Libnotes (Goniodineura) circumscripta is een tweevleugelige uit de familie steltmuggen (Limoniidae). De soort komt voor in het Oriëntaals gebied.